# Tomáš Uhorčík
Tomáš Uhorčík (1674 – Liptovský Mikuláš, 21 aprile 1713) è stato un bandito slovacco, compare di Juraj Janosik.

## Biografia
Uhorčík fu per nove anni membro di una banda di briganti che operava nel nord-ovest della Slovacchia, nella regione di Kysuce. Dopo esserne anche diventato il capo, venne catturato e imprigionato nel castello di Bytča, dove conobbe Juraj Jánošík, che all'epoca vi risiedeva come soldato imperiale e offrì al prigioniero alcuni “benefici” (termine usato nei verbali degli interrogatori). Quando Uhorčík riuscì a fuggire dal carcere cercò Jánošík, che nel frattempo aveva lasciato l’esercito, e lo convinse a unirsi alla sua banda.
Sembra probabile che i due uomini condividessero idee politiche simili. Jánošík aveva partecipato alla recente rivolta di Rákóczi in Ungheria, mentre Uhorčík era amico del nobile e vice-prefetto Pavol Láni, anche lui coinvolto nella rivolta. Tuttavia, invece di dare nuova linfa alla rivolta, Uhorčík decise di abbandonare la vita da brigante, dopo aver sposato la figlia di un pastore di Jablunkov di nome Stoliha. Prima di lasciare la banda, affidò il comando al giovane Jánošík.
Uhorčík si trasferì a Klenovec, dove divenne il guardiano locale ed era noto come un bravo suonatore di cornamusa. Cambiò anche il suo nome in Martin Mravec. Nell’inverno tra il 1712 e il 1713, Jánošík andò a fargli visita e fu catturato lì. Uhorčík, sotto il nome di Martin Mravec, fu incarcerato con lui e venne accusato di favoreggiamento ai briganti. Solo dopo l’esecuzione di Jánošík, che non tradì mai il suo compagno, fu svelata la vera identità di Uhorčík; fu quindi torturato e confessò la sua attività da brigante. Fu giustiziato per rottura sulla ruota, “iniziando dal collo” (una pena più clemente rispetto alla rottura dal basso). Nemmeno l’intervento di Pavol Láni, che lo sostenne fino alla fine, riuscì a salvarlo.